# Craig Breen
Craig Breen (Waterford; 2 de febrero de 1990-Lobor, Croacia; 13 de abril de 2023) fue un piloto de rally irlandés que compitió en el Campeonato Mundial de Rally y el Campeonato Europeo de Rally.

## Trayectoria
Breen comenzó su carrera siendo piloto de karting debutando en 1999 en campeonatos de Irlanda, y tiempo después se pasó a lo rallyes. Debutó en el mundial en el Rally de Portugal de 2009 con un Ford Fiesta, y al año siguiente debuta con la evolución S2000 del Fiesta en el Rally de Finlandia. Ese mismo año hace alguna participación dentro del Campeonato Mundial Super 2000 donde logra un segundo puesto y doce de la general en Gran Bretaña, su mejor posición en el mundial hasta la fecha.
En 2011 participa en la Academia WRC con un Ford Fiesta R2, realizando todas las pruebas y ganando en Alemania y Gran Bretaña. Empata a puntos con el estonio Egon Kaur, pero consiguió el campeonato al tener mayor número de tramos ganados en toda la temporada. También resultó cuarto en el Rally de Cataluña del SWRC y el Rally de Escocia del Intercontinental Rally Challenge con un Ford Fiesta S2000.
En 2012 dio el salto al Campeonato Mundial de Rally Super 2000 con un Ford Fiesta propio. Logró cuatro victorias en Montecarlo, Gran Bretaña, Francia y Cataluña, por lo que resultó campeón ante Per-Gunnar Andersson. También disputó cuatro fechas del IRC con un Peugeot 207 S2000 de Saintéloc. El 16 de junio de 2012, Breen se salió de pista en el Rally Targa Florio, lo que provocó la muerte de su copiloto Gareth Roberts.
Breen fichó por Peugeot Sport en 2013 para disputar el reformulado Campeonato Europeo de Rally. Logró tres segundos puestos, dos terceros y un cuarto, por lo que se ubicó tercero en el campeonato.
En la temporada 2014 fue tercero en Letonia con un Peugeot 207 y primero en el Rally Acrópolis con el nuevo Peugeot 208, tras lo cual acumuló cinco abandonos seguidos. En Valais resultó segundo, por lo que repitió el tercer puesto final. Por otra parte, disputó dos fechas del Campeonato Mundial de Rally con un Ford Fiesta RS WRC, resultando noveno en Suecia.
El irlandés fue piloto de Peugeot en el Campeonato Europeo de Rally 2015, donde triunfó en Letonia, Irlanda y Azores. Además obtuvo segundo puesto en WRC 2 en el Rally de Montecarlo con un Peugeot 208 T16 R5.
Entre 2016 y 2018 compitió para el equipo Citroën WRT, aunque nunca realizó una temporada completa en WRC. En el Rally de Finlandia de 2016 logró su primero podio. En 2019 fue llamado por Hyundai Shell Mobis WRT para competir en algunos eventos. Tras lograr tres podios en cinco participaciones en 2021, Breen fue contratado por el equipo M-Sport Ford WRT para disputar todos los rallies de la temporada 2022. Finalizó séptimo en el campeonato mundial, con dos podios (Montecarlo y Cerdeña) como mejores resultados.
Para 2023, el irlandés retornó a Hyundai. Logró un segundo puesto en su primera, y a la postre última, participación en el año, en Suecia, tras una lucha intensa con Ott Tänak.

### Fallecimiento
Durante pruebas previas al Rally de Croacia de 2023, Breen conducía su Hyundai i20 N Rally1 en un camino cercano a la localidad croata de Stari Golubovec, cuando se salió de la carretera e impactó contra unos postes de madera, falleciendo en el acto. Su copiloto James Fulton salió ileso.

## Palmarés

### Títulos
| Año  | Título                      | Automóvil         |
| ---- | --------------------------- | ----------------- |
| 2011 | Campeón del WRC Academy     | Ford Fiesta R2    |
| 2012 | Campeón del SWRC            | Ford Fiesta S2000 |
| 2019 | Campeón de Rally de Irlanda | Ford Fiesta R5    |

### Victorias

#### Victorias en el ERC
| # | Rally                                      | Año  | Copiloto     | Auto            |
| - | ------------------------------------------ | ---- | ------------ | --------------- |
| 1 | 60th Acropolis Rally                       | 2014 | Scott Martin | Peugeot 208 T16 |
| 2 | 3. Rally Liepāja Ventspils                 | 2015 | Scott Martin | Peugeot 208 T16 |
| 3 | 73. Circuit of Ireland International Rally | 2015 | Scott Martin | Peugeot 208 T16 |
| 4 | 50.º Sata Rallye Açores                    | 2015 | Scott Martin | Peugeot 208 T16 |
| 5 | 74. Circuit of Ireland International Rally | 2016 | Scott Martin | Citroën DS3 R5  |

#### Victorias en el SWRC
| # | Rally                                    | Año  | Copiloto       | Auto              |
| - | ---------------------------------------- | ---- | -------------- | ----------------- |
| 1 | 80ème Rally Automobile de Monte Carlo    | 2012 | Gareth Roberts | Ford Fiesta S2000 |
| 2 | 68th Wales Rally of Great Britain        | 2012 | Paul Nagle     | Ford Fiesta S2000 |
| 3 | 3.º Rallye de France - Alsace            | 2012 | Paul Nagle     | Ford Fiesta S2000 |
| 4 | 48.º RallyRACC Catalunya - Costa Daurada | 2012 | Paul Nagle     | Ford Fiesta S2000 |

#### WRC Academy
| # | Rally                             | Año  | Copiloto       | Auto           |
| - | --------------------------------- | ---- | -------------- | -------------- |
| 1 | 29. ADAC Rallye Deutschland       | 2011 | Gareth Roberts | Ford Fiesta R2 |
| 2 | 67th Wales Rally of Great Britain | 2011 | Gareth Roberts | Ford Fiesta R2 |

## Resultados

### Campeonato Mundial de Rally
| Año     | Equipo                      | Automóvil             | 1      | 2      | 3       | 4       | 5       | 6     | 7      | 8       | 9      | 10      | 11      | 12      | 13      | 14    | Pos. | Puntos |
| ------- | --------------------------- | --------------------- | ------ | ------ | ------- | ------- | ------- | ----- | ------ | ------- | ------ | ------- | ------- | ------- | ------- | ----- | ---- | ------ |
| 2009    | Craig Breen                 | Ford Fiesta ST        | IRL    | NOR    | CYP     | POR 25  | ARG     | ITA   | GRC    | POL     | FIN 26 | AUS     |         |         |         |       | NC   | 0      |
| 2009    | Craig Breen                 | Ford Fiesta R2        |        |        |         |         |         |       |        |         |        |         | ESP 36  | GBR 39  |         |       | NC   | 0      |
| 2010    | Castrol Ford Team Türkiye   | Ford Fiesta           | SWE    | MEX    | JOR     | TUR 22  | NZL     | POR   | BUL    |         |        |         |         |         |         |       | NC   | 0      |
| 2010    | Craig Breen                 | Ford Fiesta S2000     |        |        |         |         |         |       |        | FIN 19  | GER    | JPN     | FRA     | ESP     |         |       | NC   | 0      |
| 2010    | Barwa Rally Team            | Ford Fiesta S2000     |        |        |         |         |         |       |        |         |        |         |         |         | GBR 12  |       | NC   | 0      |
| 2011    | PS Engineering              | Ford Fiesta S2000     | SUE 15 | MEX    | POR Ret | JOR     | ITA     | ARG   | GRE    | FIN     | ALE    | AUS     | FRA Ret | ESP 15  | GBR     |       | NC   | 0      |
| 2012    | Craig Breen                 | Ford Fiesta S2000     | MON 14 | SWE 16 | MEX     | POR Ret | ARG     | GRE   | NZL    | FIN Ret | GER    | GBR 13  | FRA 17  | ITA     | ESP 6   |       | 17.º | 8      |
| 2014    | Craig Breen                 | Ford Fiesta RS WRC    | MON    | SWE 9  | MEX     | POR     | ARG     | ITA   | POL    | FIN Ret | GER    | AUS     | FRA     | ESP     | GBR     |       | 25.º | 2      |
| 2015    | Saintéloc Junior Team       | Peugeot 208 T16 R5    | MON 13 | SWE    | MEX     | POR Ret | ARG     | ITA   | POL    | FIN Ret | GER 18 | AUS     | FRA 17  | ESP Ret | GBR 13  |       | NC   | 0      |
| 2016    | Abu Dhabi Total WRT         | Citroën DS3 WRC       | MON    | SWE 8  | MEX     | ARG     | POR     | ITA   | POL 7  | FIN 3   | GER    | CHN C   | FRA 5   | ESP 10  | GBR Ret | AUS   | 10.º | 36     |
| 2017    | Citroën Total Abu Dhabi WRT | Citroën DS3 WRC       | MON 5  |        |         |         |         |       |        |         |        |         |         |         |         |       | 10.º | 64     |
| 2017    | Citroën Total Abu Dhabi WRT | Citroën C3 WRC        |        | SWE 5  | MEX     | FRA 5   | ARG Ret | POR 5 | ITA 25 | POL 11  | FIN 5  | GER 5   | ESP     | GBR 15  | AUS Ret |       | 10.º | 64     |
| 2018    | Citroën Total Abu Dhabi WRT | Citroën C3 WRC        | MON 9  | SWE 2  | MEX     | FRA     | ARG Ret | POR 7 | ITA 6  | FIN 8   | GER 7  | TUR Ret | GBR 4   | ESP 9   | AUS 7   |       | 11.º | 67     |
| 2019    | Hyundai Shell Mobis WRT     | Hyundai i20 Coupe WRC | MON    | SWE    | MEX     | FRA     | ARG     | CHI   | POR    | ITA     | FIN 7  | GER     | TUR     | GBR 8   | ESP     | AUS C | 14º  | 10     |
| 2020    | Hyundai Shell Mobis WRT     | Hyundai i20 Coupe WRC | MON    | SWE 7  | MEX     | EST 2   | TUR     | ITA   | MNZ    |         |        |         |         |         |         |       | 9.º  | 25     |
| 2021    | Hyundai Shell Mobis WRT     | Hyundai i20 Coupe WRC | MON    | ART 4  | CRO 8   | POR     | ITA     | SAF   | EST 2  | BEL 2   | GRE    | FIN 3   | ESP     | MNZ     |         |       | 8.º  | 76     |
| 2022    | M-Sport Ford WRT            | Ford Puma Rally1      | MON 3  | SWE 36 | CRO 4   | POR 8   | ITA 2   | SAF 6 | EST 30 | FIN 32  | BEL 63 | GRE 5   | NZL 19  | ESP 9   | JPN 24  |       | 7.º  | 84     |
| 2023    | Hyundai Shell Mobis WRT     | Hyundai i20 N Rally1  | MON    | SWE 2  | MEX     | CRO WD  | POR     | ITA   | SAF    | EST     | FIN    | GRE     | CHL     | ECT     | JPN     |       | 14.º | 19     |
| Fuente: |                             |                       |        |        |         |         |         |       |        |         |        |         |         |         |         |       |      |        |

### SWRC
| Año  | Equipo           | Automóvil         | 1     | 2     | 3       | 4   | 5       | 6     | 7     | 8     | 9   | 10    | Pos. | Puntos |
| ---- | ---------------- | ----------------- | ----- | ----- | ------- | --- | ------- | ----- | ----- | ----- | --- | ----- | ---- | ------ |
| 2010 | Barwa Rally Team | Ford Fiesta S2000 | SWE   | MEX   | JOR     | NZL | POR     | FIN   | GER   | JPN   | FRA | GBR 2 | 12.º | 18     |
| 2011 | PS Engineering   | Ford Fiesta S2000 | MEX   | JOR   | ITA     | GRE | FIN     | GER   | FRA   | ESP 4 |     |       | 10.º | 12     |
| 2012 | Craig Breen      | Ford Fiesta S2000 | MON 1 | SUE 2 | POR Ret | NZL | FIN Ret | GBR 1 | FRA 1 | ESP 1 |     |       | 1º   | 118    |

### Academia WRC
| Año  | Equipo      | Automóvil      | 1       | 2     | 3     | 4     | 5       | 6     | Pos. | Puntos |
| ---- | ----------- | -------------- | ------- | ----- | ----- | ----- | ------- | ----- | ---- | ------ |
| 2011 | Craig Breen | Ford Fiesta R2 | POR Ret | ITA 8 | FIN 2 | ALE 1 | FRA Ret | GBR 1 | 1º   | 111    |

### Campeonato de Europa de Rally
| Año  | Equipo                          | Coche                | 1       | 2     | 3      | 4       | 5       | 6       | 7     | 8       | 9       | 10    | 11      | 12    | Pos. | Puntos |
| ---- | ------------------------------- | -------------------- | ------- | ----- | ------ | ------- | ------- | ------- | ----- | ------- | ------- | ----- | ------- | ----- | ---- | ------ |
| 2013 | Sainteloc Peugeot Rally Academy | Peugeot 207 S2000    | AUT     | LAT 2 | ESP 2  | AZO 2   | COR 4   | YPR 3   | RUM   | CZE     | POL 7   | CRO   | SAN Ret | VAL 3 | 3.º  | 149    |
| 2014 | Peugeot Rally Academy           | Peugeot 207 S2000    | JAN     | LAT 3 | GRE 1  | IRL Ret | AZO Ret | YPR Ret | EST   | CZE Ret | CYP Ret | VAL 2 | COR Ret |       | 3.º  | 104    |
| 2015 | Peugeot Rally Academy           | Peugeot 208 T16      | JAN Ret | LAT 1 | IRL 1  | AZO 1   | YPR Ret | EST Ret | CZE 8 | CYP     | GRE 2   | VAL 2 |         |       | 2.º  | 185    |
| 2016 | Craig Breen                     | Citroën DS3 R5       | ESP     | IRL 1 | GRE    | AZO     | YPR     | EST     | RZE   | CZE     | LAT     | CYP   |         |       | 8.º  | 38     |
| 2020 | Team MRF Tyres                  | Hyundai i20 R5       | ITA 4   | LAT 4 | PRT 16 | HUN Ret | ESP 11  |         |       |         |         |       |         |       | 7.º  | 49     |
| 2021 | Team MRF Tyres                  | Hyundai i20 R5       | POL 42  | LAT 2 | ITA 9  | CZE     | POR     | FAF     | HUN   | ESP     |         |       |         |       | 10.º | 43     |
| 2023 | Team Hyundai Portugal           | Hyundai i20 N Rally2 | POR 6   | ESP   | POL    | LAT     | SCA     | ITA     | CZE   | HUN     |         |       |         |       | 4.º  | 20     |

### Campeonato de Portugal de Rally
| Año  | Equipo                | Coche                | 1     | 2       | 3   | 4   | 5   | 6   | 7   | 8   | Pos. | Puntos |
| ---- | --------------------- | -------------------- | ----- | ------- | --- | --- | --- | --- | --- | --- | ---- | ------ |
| 2023 | Team Hyundai Portugal | Hyundai i20 N Rally2 | FAF 1 | ALG Ret | ABO | POR | CAS | MAD | TAM | VID | 5.º  | 28     |